# Belgisch kampioenschap wielrennen voor dames nieuwelingen

De Belgische kampioenentrui

Het Belgisch kampioenschap wielrennen voor Dames Nieuwelingen is een jaarlijkse wielerwedstrijd in België voor rensters van 15 en 16 jaar met Belgische nationaliteit. Er wordt gereden voor de nationale titel.
Tot 1989 was dit kampioenschap bekend als Belgisch kampioenschap voor Dames Cadetten.

## Erelijst

### Eerstejaars
| Jaar | Plaats      | Winnaar    | 2de           | 3de          |
| 2023 | Hoogstraten | Laura Fivé | Lore De Geest | Zita Peeters |

### Tweedejaars
| Jaar | Plaats      | Winnaar         | 2de           | 3de           |
| 2023 | Hoogstraten | Lien Schampaert | Zita Gheysens | Falke Kerkhof |

### Nieuwelingen (eerste- en tweedejaars)
| Jaar | Plaats                | Winnaar                | 2de                      | 3de                      |
| 2022 | Brasschaat            | Jilke Michielsen       | Zita Gheysens            | Marie Druart             |
| 2021 | Liedekerke            | Ella Heremans          | Shanyl De Schoesitter    | Dina Boels               |
| 2020 | Koksijde              | Julia Gregoire         | Anna Vanderaerden        | Chloe Greenwood          |
| 2019 | Lendelede             | Marith Vanhove         | Lani Wittevrongel        | Fien Masure              |
| 2018 | Liedekerke            | Marith Vanhove         | Julie De Wilde           | Katrijn De Clercq        |
| 2017 | Lacs de l'Eau d'Heure | Karen Verdonck         | Fien De Wispelaere       | Kiona Crabbé             |
| 2016 | Grandglise            | Luca De Langhe         | Shari Bossuyt            | Justine Vromanne         |
| 2015 | Hooglede              | Marjon Claus           | Sarah Michielsen-Stevens | Jinse Peeters            |
| 2014 | Hooglede              | Nathalie Bex           | Chloé Minet              | Lotte Rotman             |
| 2013 | Pollare               | Lenny Druyts           | Chloé Minet              | Eva Maria Palm           |
| 2012 | Tervuren              | Saartje Vandenbroucke  | Lenny Druyts             | Eva Maria Palm           |
| 2011 | Leopoldsburg          | Kaat Van Der Meulen    | Saartje Vandenbroucke    | Molly Meyvisch           |
| 2010 | Wielsbeke             | Lotte Kopecky          | Dana Lodewyks            | Nele Seghers             |
| 2009 | Geel                  | Lisa Bogaert           | Jessy Druyts             | Shana Dalving            |
| 2008 | Hooglede - Gits       | Eline De Roover        | Morgane Van Lierde       | Lisa Bogaert             |
| 2007 | Beveren               | Eline De Roover        | Kaat Hannes              | Evi Verstraete           |
| 2006 | Erpe-Mere             | Evelyn Arys            | Jessie Daams             | Lynn Nies                |
| 2005 | Vezin                 | Evelyn Arys            | Jessie Daams             | Kelly Druyts             |
| 2004 | Eeklo                 | Kimberley Buyl         | Goedele Van den Steen    | Veronique Staes          |
| 2003 | Merchtem              | Liesbet Moens          | Aurore Brouet            | Goedele Van den Steen    |
| 2002 | Willebroek            | Karen Verbeek          | Liesbet Moens            | Lindsey Sticker          |
| 2001 | Wuustwezel            | Sara Peeters           | Loes Sels                | Karen Verbeek            |
| 2000 | Riemst                | Ludivine Henrion       | Sara Peeters             | Ellen Gevers             |
| 1999 | Halle                 | Ludivine Henrion       | Kathy Ingels             | Sabrina Verbraeken       |
| 1998 | Middelkerke           | Ine Wannijn            | Corine Hierckens         | Lien Verhaeghe           |
| 1997 | Gingelom              | Ine Wannijn            | Corine Hierckens         | Laure Werner             |
| 1996 | Reningelst            | Evy Van Damme          | Katrien Van de Poel      | Natasja Nobels           |
| 1995 | Nandrin               | Liesbeth Deceuninck    | Katrien Van de Poel      | Miranda De Permentier    |
| 1994 | België                | An Philipsen           | Sofie Debremaeker        | Marie-Claire Vogts       |
| 1993 | Opbrakel              | Veronique Coene        | Ine Vercammen            | Els Pauwels              |
| 1992 | Halanzy               | Sabrina Devos          | Elke Van de Walle        | Cindy Pieters            |
| 1991 | Tongerlo              | Sandra Keller          | Sabrina Devos            | Elke Van De Walle        |
| 1990 | Wodecq                | Marie-Theresia Goffart | Anne-Marie Cooreman      | Ilse Robberecht          |
| 1989 | Merchtem              | Vanja Vonckx           | Patsy Maegerman          | Carine Meysmans          |
| 1988 | Izenberge             | Heidi Van De Vijver    | Nadine Chuchro           | Lydia Vandebosch         |
| 1987 | Izenberge             | Lydia Vandebosch       | Kristel Werckx           | Heidi Van De Vijver      |
| 1986 | Hennuyeres            | Vera Cambré            | Veronique Schurmann      | Monica Van Nassauw       |
| 1985 | Lummen                | Els Mertens            | Ria Rogiers              | Vera Cambré              |
| 1984 | Sinaai                | Nadine Verhaeghen      | Els Mertens              | Greta Fleerackers        |
| 1983 | Aye                   | Sylvie Slos            | Nadine Fiers             | Lory Laroy               |
| 1982 | Lembeek               | Sylvie Slos            | Ann De Greef             | Patricia Laurent         |
| 1981 | Mettet                | Sofia Commyne          | Marleen Nipal            | Christel Herremans       |
| 1980 | Nijlen                | Commeyne Sofia         | Laurent Patricia         | Carine Thijsen           |
| 1979 | Nandrin               | Carine Thijsen         | Christel Herremans       | Van De Velde Patricia    |
| 1978 | Harelbeke             | Claudine Vierstraete   | Nele D'Haene             | Maria Hemmerechts        |
| 1977 | Momignies             | Sonja Pleysier         | Nele D'Haene             | Marie-Christine Janssens |
| 1976 | Hasselt               | Jenny De Smet          | Van Kwikenborne          | Marie-France Mil         |
| 1975 | Aspelare              | Frieda Maes            | Jenny De Smet            | Marie-France Mil         |
| 1974 | Aye                   | Viviane Bailly         | Nadine De Roo            | Francine Focquaert       |
| 1973 | Lembeek               | Nicole Verstappen      | Marie-Anne Sergeys       | Jeanine Demaret          |
| 1972 | Jambes                | Olga Janssens          | Sonja Callebout          | Mireille Vansteenkiste   |
| 1971 | Duffel                | Marie-José Fontaine    | Alida Simon              | Olga Janssens            |
| 1970 | Nandrin               | Marie-José Fontaine    | Suzanne Heylen           | Hermina Dorme            |
| 1969 | Emptinne              | Alida Simon            | Hermina Dorme            | Arlette Fontaine         |
| 1968 | Eeklo                 | Mariette Laenen        | Marie-France Mil         | Chantal Schroeder        |
| 1967 | Retie                 | Annie Melis            | Mariette Laenen          | Christiane Smeesters     |
| 1966 | Barvaux               | Annie Melis            | Mariette Laenen          | Marcia Martel            |
| 1965 | Frasnes-lez-Buissenal | Lisette Van Hout       | Christiane Cosman        | Marguerita Dams          |
| 1964 | Kampenhout            | Christiane Geerts      | Rosette Steen            | Lisette Van Hout         |
| 1963 | Sint-Eloois-Vijve     | Renée Martens          | Anne-Marie Natus         | Emilienne Tassignon      |
| 1962 | Thimister             | Rosa Naessens          |                          |                          |